# 貝克冰川
72°46′S 169°15′E / 72.767°S 169.250°E
貝克冰川是南極洲的冰川，位於維多利亞地的博克格雷溫克海岸，最終在馬丁山以北注入懷特霍爾冰川，美國地質調查局根據測量和該國海軍的空中照片繪入地圖。